# スーパーチャイニーズ
『スーパーチャイニーズ』 (SUPER CHINESE) は、1986年に日本ゲームが開発し、ナムコットから発売されたファミリーコンピュータ用固定画面アクションゲーム。
1984年に日本ゲームが開発し、タイトーから稼働されたアーケードゲーム『チャイニーズヒーロー』（CHINESE HERO）のアレンジ移植版である。
主人公のジャッキーおよびリーを操作し、妖魔軍団を倒してミンミン姫を救出するのを目的としている。

## 概要
元はカルチャーブレーンの前身である日本ゲーム時代に開発したアーケードゲーム『チャイニーズヒーロー』だったが、1986年にファミリーコンピュータ用ソフトとして移植され（以下、FC版）、その際にタイトルが『スーパーチャイニーズ』と改められた。日本ゲームが販売する予定だったが、ナムコに持ち込んだところ会議に通ったため、ナムコからリリースされた。タイトル画面に日本ゲームの関連会社の「マイクロアカデミー」の名称がナムコの名称と並んで使われている。北米では『KUNG-FU Heroes』（カンフーヒーローズ）というタイトルで88年に同社のグループ会社であるカルチャーブレーンUSAから発売された。
後に続編となるファミリーコンピュータ用ソフト『スーパーチャイニーズ2』（1989年）が発売され、以後シリーズ化されることとなった。
その後、FC版はゲームボーイアドバンス用ソフト『スーパーチャイニーズ1・2 アドバンス』（2004年）に収録された他、2014年にWii U用ソフトとしてバーチャルコンソールにて、2018年にはWindows用ソフトとしてプロジェクトEGGにて配信された。
なお、同社から発売されたゲームボーイ用ソフト『忍たま乱太郎GB』（1995年）は、『スーパーチャイニーズランド2』（1991年）および『スーパーチャイニーズランド3』（1995年）のゲームシステムを流用して開発されている。

## ゲーム内容
平和なチャイニーズランドを襲った妖魔軍団をカンフー技で倒していき、さらわれたミンミン姫の救出を目指す内容。面クリア型のゲームで、規定の数の敵を倒すと次の面へ続く門が開く。4面クリアで次のエリアに移り、8つのエリアを攻略するとゲームクリアとなる。その後は2周目に突入しエリア数は "9-1" のように加算されていく。
基本操作は上下左右の移動と、Aボタンでのパンチに加え、Bボタンで無敵判定のあるジャンプキックを行うムーンサルトキック。また、「ミラクルキック」というストック制アイテム（Kマーク）を保持している場合は、移動せずにBボタンでストックを消費し空中で方向転換が可能な大ジャンプキックに変化する。
2人協力プレイが可能で、1プレイヤーはジャッキー、2プレイヤーはリーを操作する。パンチ力の上昇や罠の看破など各種効果のあるアイテムを取得していくことでプレイヤーキャラクターは強化される。
パワーアップアイテムが入っている宝箱や各種アイテムは、岩や氷などの障害物や特定の場所への攻撃や一定時間が過ぎると出現する。これらは攻撃を加えることで入手できるが、放置するとステージ内を一定時間漂い消滅する。

### アイテム
宝箱
白い箱のマーク。中にはキャラクターをパワーアップできる宝物アイテムが入っている。
クェスチョンボール
白地にはてなマークの玉。取るとドル袋か×マークのどちらかに変化する。
ドル袋
$袋のマーク。5個集めるとエキストラボールが1個出現、6個集めAボタンとBボタンを同時入力するとパワーボールが出現する。
×マーク
紫地に×のマークの玉。集めたドル袋が0になってしまう。
エキストラボール
白地にEマークの玉。5個集めると1UPする。ドル袋を5個集めることによって出現する他、一部のステージに存在する、上に乗ると100万点がカウントされる浮き島に乗ることでも出現する（この場合、画面が光って点数がカウントされている間、出現したエキストラボールを取る毎にまた新しいエキストラボールが１つ出現する）。
パワーボール
赤地にPマークの玉。取ると一定時間BGMが変化し、全ての敵が青白くなり触れるだけで倒せてしまう無敵状態になる。あるステージでは、ドル袋を集めなくても特定の場所を殴ると出現する。
ガンボール
赤地にGマークの玉。取ると一定時間BGMが止まり、パンチを出した際に火の玉（ガン）を発射できるようになる。同時プレイの際には入手したプレイヤーのみ使用できる。使用中は敵が飛び道具による攻撃をしてこなくなる。
1UP
1UPのマーク。自機が増える。同時プレイの際には入手したプレイヤーのみ数が増える。
鍵
取るとBGMが変化し、ワープゾーンかボーナスステージへの階段が一定時間出現する。階段に入れなかったプレイヤーはその特殊ステージに参加できなくなる。

### 宝物
パンチアップ
拳のマーク。パンチの威力が上昇し、パンチで倒せる敵が増える。最大3まで。
ミラクルキック
Kのマーク。所持している数だけミラクルキックが使用できる。十字ボタンを押さずにキックボタンを押せば出る。同時プレイの際には入手したプレイヤーのみ数が増える。
マヨケA
白地の卍マーク。ハカイダンに取り付かれても離れやすくなる。
マヨケB
赤地の卍マーク。プリンセスキャッツの石化光線を浴びた際の硬直時間が短縮される。
マキモノA
白い巻物マーク。プリンセスキャッツやメデューサキャッツをパンチでも倒せるようになる。
マキモノB
赤い巻物マーク。ユニゴンの動きが遅くなる。
カガミ
鏡のマーク。イナズマーやハカイダン・イソギンチャックの光線を正面を向いた時に反射できるようになる。
ジュズ
白い数珠のマーク。一部の面に登場する透明なハカイダンが見えるようになる。
サケ
酒瓶のマーク。ドーラゴンの動きが遅くなる。
ホウケン
刀のマーク。ドラゴンマンやドーラゴンを倒せるようになる。十字ボタン+Aボタン+Bボタンで装備できる。
スイショウダマ
黄色い玉のマーク。効果は全く不明。ダイブッチャンの攻撃が弱体化すると言う情報が多いが実際はそんなことはない。
ロウソク
蝋燭のマーク。落とし穴の場所が見えるようになる。

### 特殊ステージ
ゲーム中、あることをすることで特殊なステージへと行ける。どの特殊ステージに行けるかは通常ステージごとに決められている。
ボーナスステージ (リンゴ)
制限時間内に真横から放たれる弾丸を避けながらリンゴやエキストラボールを取るステージ。通常ステージから鍵によって行ける。リンゴを取ると1000点入り、さらにボーナスポイントが蓄積され、ボーナスステージ終了時にポイント分だけ更に1000点追加される。ここで出現するエキストラボールは、通常ステージで入手したエキストラボールとは別にカウントされ、ボーナスステージが終了すると0になる。ミラクルキックは残数を減らすことなく使用可能。弾丸に当たるか池に落ちたプレイヤーはボーナスステージ終了となるが自機は減らない。ステージは全部で3種類あり、それぞれ背景と弾丸の発射される位置が異なる。このボーナスステージが終った後は元の通常ステージへ戻る。
ボーナスステージ (ハート)
制限時間内にハートを取るステージ。ステージ2-3からでのみ特殊な方法で行ける。赤いハート(1万点)と青いハート(10万点)が出現し、それら以外は出現しない。このボーナスステージが終った後は元の通常ステージへ戻る。
ワープゾーン
2つの井戸からそれぞれ先のステージへとワープ出来るステージ。通常ステージから鍵によって行け、一定時間過ぎるか池に落ちると元の通常ステージへ戻る。なお、一部の面でワープの井戸と同じ形状の井戸が登場するが、これは池などと同じトラップで、触れると1人ミスとなる。
ブレイクタイム
特定の通常ステージの特定のブロックを叩くと突如発生する休憩時間。プレイヤー(2人プレイであれば両者)に50万点加算される。得点加算後は一定時間過ぎるか、Iコントローラーのスタートボタンで元の通常ステージへ戻る。

## 登場人物

### 味方キャラクター
ジャッキー
1P（ワンプレイヤー）が操作するキャラクター。赤い拳法着を着ている。
リー
2P（ツープレイヤー）が操作するキャラクター。青い拳法着を着ている。
ミンミン
妖魔軍団にさらわれたチャイニーズランドの王女。

### 敵キャラクター
カンフーコマンド
妖魔軍団の雑魚拳士。パンチ、キック、デュアル（両方を使える）の3タイプが存在する。後半からバッファローバイソンに取って代わられる。
イソギンチャック
パンチ系の技では倒すことが出来ない生物。後半から跳ねながら移動するタイプが登場し、こちらは光線を放つ。地形をすり抜けて移動可能。
デブゴン
長い槍を繰り出す太った男。後半から弾を発射するタイプが登場する。
ハカイダン
墓石の幽霊。プレイヤーに取り付き足止めする。後半から光線を放つタイプや透明になるタイプが登場する。地形をすり抜けて移動可能。
ガンマン
バズーカを持った砲撃手。弾丸を発射する。
プリンセスキャッツ
キャッツ族のプリンセス。浴びると一定時間、硬直してしまう石化光線を放つ。
バッファローバイソン
牛の角の生えたマスクをかぶった拳士。やはりパンチ、キック、デュアルの3タイプが存在する。ムーンサルトキックでは倒せず、パンチ力が低いとパンチでは倒せない。後半よりカンフーコマンドに代わって登場。
イナズマー
画面上を横切る稲妻。触れるとミスになる。倒せない。
ドラゴンマン
ドラゴンの顔をした竜一族の将校。口から弾を発射する。パワーボールで弱体化させるか、宝物を5個以上集めればホウケンでのみ倒せる。
バブリン
井戸から飛び出す火の玉。倒せない。パワーボールで無敵になっている間でも、触れるとミスになる。
ワイルドキャッツ
顔だけのキャッツ族の兵士。触れると弾き飛ばされる。ホウケンで切るか、パワーボールで弱体化させるか、岩をぶつければ倒せる。地形をすり抜けて移動可能。
メデューサキャッツ
プリンセスキャッツの母。口から弾を発射する。地形をすり抜けて移動可能。
ドラゴンヘッド
顔だけのドラゴン。宝物を5個以上集めればキックで倒すことができる。終盤のものはパワーボールで弱体化させるか、岩をぶつけないと倒せない。
ファイアードクロ
一定時間経つと出現する。キックで3回飛び越えると倒せる。地形をすり抜けて移動可能。
ドーラゴン
竜一族の主。宝物を5個以上集めればホウケンを5回命中させることで倒せる。触れるとミスになる。地形をすり抜けて移動可能。
ダイブッチャン
面の上部に設置されている仏像。一部の面では弾を発射して攻撃してくる。倒せない。
ユニゴン
各エリアの最終面や一部の面で出現する巨大なモンスター。火の玉を発射する。上半身にパンチを5回命中させれば倒せる。地形をすり抜けて移動可能。出現中はバブリンとダイブッチャン以外の敵は出現しなくなる、一定時間を過ぎると撤退する。

## 移植版
| No. | タイトル                                      | 発売日                  | 対応機種               | 開発元             | 発売元                     | メディア                              | 型式                | 備考                                                 | 出典  |
| --- | --------------------------------------------- | ----------------------- | ---------------------- | ------------------ | -------------------------- | ------------------------------------- | ------------------- | ---------------------------------------------------- | ----- |
| 1   | スーパーチャイニーズ Kung-Fu Heroes           | 1986年6月19日 1989年3月 | ファミリーコンピュータ | マイクロアカデミー | ナムコ カルチャーブレーン  | 512キロビットロムカセット             | NSC-4900 NES-CE-USA |                                                      |       |
| 2   | スーパーチャイニーズ1・2 アドバンス           | 2004年6月24日           | ゲームボーイアドバンス | -                  | カルチャーブレーン         | 64メガビットロムカセット              | AGB-BSAJ-JPN        | ファミリーコンピュータ版の移植                       |       |
| 3   | スーパーチャイニーズ                          | 2014年7月23日           | Wii U                  | マイクロアカデミー | カルチャーブレーンエクセル | ダウンロード （バーチャルコンソール） | -                   | ファミリーコンピュータ版の移植                       | [ 5 ] |
| 4   | スーパーチャイニーズ                          | 2018年4月17日           | Windows                | マイクロアカデミー | D4エンタープライズ         | ダウンロード （プロジェクトEGG）      | -                   | ファミリーコンピュータ版の移植 2022年7月31日配信終了 | [ 7 ] |
| 5   | ファミリーコンピュータ Nintendo Switch Online | 2019年8月21日           | Nintendo Switch        | 任天堂             | 任天堂                     | ダウンロード                          | -                   | ファミリーコンピュータ版の移植                       |       |

## 評価
| 項目 | キャラクタ | 音楽 | 操作性 | 熱中度 | お買得度 | オリジナリティ | 総合  |
| 得点 | 3.41       | 3.70 | 3.13   | 3.14   | 3.02     | 3.28           | 19.68 |

ファミリーコンピュータ版
ゲーム誌『ファミリーコンピュータMagazine』の読者投票による「ゲーム通信簿」での評価は別記の通り19.68点（満30点）となっている。

## シリーズ一覧
アーケード
- チャイニーズヒーロー（1984年10月、タイトー販売）
- VSスーパーチャイニーズ（ナムコ販売）

ファミリーコンピュータ
- スーパーチャイニーズ（1986年6月20日、ナムコ発売）
  - 2014年7月23日より、Wii Uバーチャルコンソール用ソフトとして配信を開始、こちらはカルチャーブレーン販売。

- スーパーチャイニーズ2（1989年5月26日）
  - 2016年10月19日より、Wii Uバーチャルコンソール用ソフトとして配信を開始。

- スーパーチャイニーズ3（1991年3月1日）

スーパーファミコン
- スーパーチャイニーズワールド（1991年12月28日）
  - 2014年10月1日より、Wii Uバーチャルコンソール用ソフトとして配信を開始。

- スーパーチャイニーズワールド2（1993年10月29日）
- スーパーチャイニーズワールド3（1995年12月22日）
- スーパーチャイニーズファイター（1995年1月3日）

ゲームボーイ
- スーパーチャイニーズランド（1990年4月20日）
- スーパーチャイニーズランド2（1991年11月29日）
- スーパーチャイニーズランド3（1995年1月13日）
- スーパーチャイニーズランド1・2・3´（1996年9月13日）
- スーパーチャイニーズファイターGB（1996年12月28日）

ゲームボーイカラー
- スーパーチャイニーズファイターEX（1999年12月24日）

ゲームボーイアドバンス
- スーパーチャイニーズ1・2 アドバンス（2004年6月24日）

## 関連書籍
- スーパーチャイニーズ必勝ブック（学研〈パーフェクト必勝シリーズ〉）ISBN 4-05-102319-2
- スーパーチャイニーズ（コンプティーク編集部 / 角川書店〈ファミコンマル勝シリーズ〉）